# Marc De Pauw
Marc De Pauw (4 juni 1953, Waarschoot) is een Belgisch politicus voor Open Vld. Hij was burgemeester van Destelbergen.

## Biografie
De Pauw studeerde licentiaat Economische Wetenschappen aan de Universiteit Gent. Daarna bleef hij van 1975 tot 1978 aan de universiteit werken als assistent. Van 1978 tot 1983 was hij inspecteur financiën. In 1983 werd hij financieel directeur bij de Nationale Investeringsmaatschappij. Vanaf 1994 was hij gedelegeerd bestuurder van de tak Private equity  bij Ackermans & van Haaren.
Hij werd actief in de gemeentepolitiek van Destelbergen en na de verkiezingen van 1988 werd hij er gemeenteraadslid. In 1995 werd hij er burgemeester en werd er daarna meermaals herkozen. Daarnaast oefent hij nog tientallen andere bestuursmandaten uit.